# ديريك رايدر
ديريك رايدر (بالإنجليزية: Derek Ryder)‏ هو لاعب كرة قدم بريطاني في مركز ظهير ‏، ولد في 18 فبراير 1947 في ليدز في المملكة المتحدة. لعب مع نادي ساوثبورت.